# Фрајне (Кјети)
Фрајне (итал. Fraine) је насеље у Италији у округу Кјети, региону Абруцо.
Према процени из 2011. у насељу је живело 396 становника. Насеље се налази на надморској висини од 723 м.

## Становништво
Према резултатима пописа становништва 2011. у општини је живело 1.921 становника.
| 1931. | 1936. | 1951. | 1961. | 1971. | 1981. | 1991. | 2001. | 2011. |
| ----- | ----- | ----- | ----- | ----- | ----- | ----- | ----- | ----- |
| 1.368 | 1.457 | 1.416 | 1.284 | 880   | 651   | 527   | 463   | 1.921 |